# Firetrack
Firetrack est un shoot 'em up à défilement vertical  développé par Aardvark Software et édité par Electric Dreams Software (en) en 1987 sur BBC Micro et Commodore 64. Dans un univers en deux dimensions, le joueur contrôle un vaisseau se déplaçant à vitesse constante et survole différents mondes alors qu'il doit affronter des vaisseaux ennemis parfois indestructibles. Le jeu est bien accueilli par la presse spécialisée lors de sa sortie. Il est porté en 1989 sur Acorn Electron par Superior Software, dans la compilation Play It Again Sam 7.

## Système de jeu
Firetrack est un shoot 'em up à défilement vertical. Dans un univers en deux dimensions, le joueur contrôle un vaisseau se déplaçant à vitesse constante et survole différents mondes alors qu'il doit affronter des vaisseaux ennemis parfois indestructibles.

## Développement
Firetrack est développé par Aardvark Software et édité par Electric Dreams Software (en) en 1987,,.

## Accueil
Firetrack est bien accueilli par la presse spécialisée lors de sa sortie,,,,,,,,.

## Postérité
Firetrack est porté en 1989 sur Acorn Electron par Superior Software, dans la compilation Play It Again Sam 7.